# Амбоинская шарнирная черепаха
Амбоинская шарнирная черепаха, или амбоинская коробчатая черепаха (лат. Cuora amboinensis) — вид черепах.
Панцирь сильно выпуклый, от чёрно-бурого до оливково-бурого цвета, длиной до 20 см. Голова сверху бурая и украшена надбровными светло-жёлтыми полосками, низ головы и шеи жёлтый. Ареал амбоинской черепахи охватывает полуостров Индокитай, Большие и Малые Зондские острова, а также Филиппины. Населяет пруды, болота, залитые водой рисовые поля. Питается животной и растительной пищей. Самки откладывают по 2—5 крупных яиц длиной около 4 см.
В Международной Красной книге амбоинская шарнирная черепаха имеет статус уязвимого вида (категория VU).

## Галерея
- В аквариуме
- Cuora amboinensis kamaroma
- В варшавском зоопарке